# Lophophora williamsii

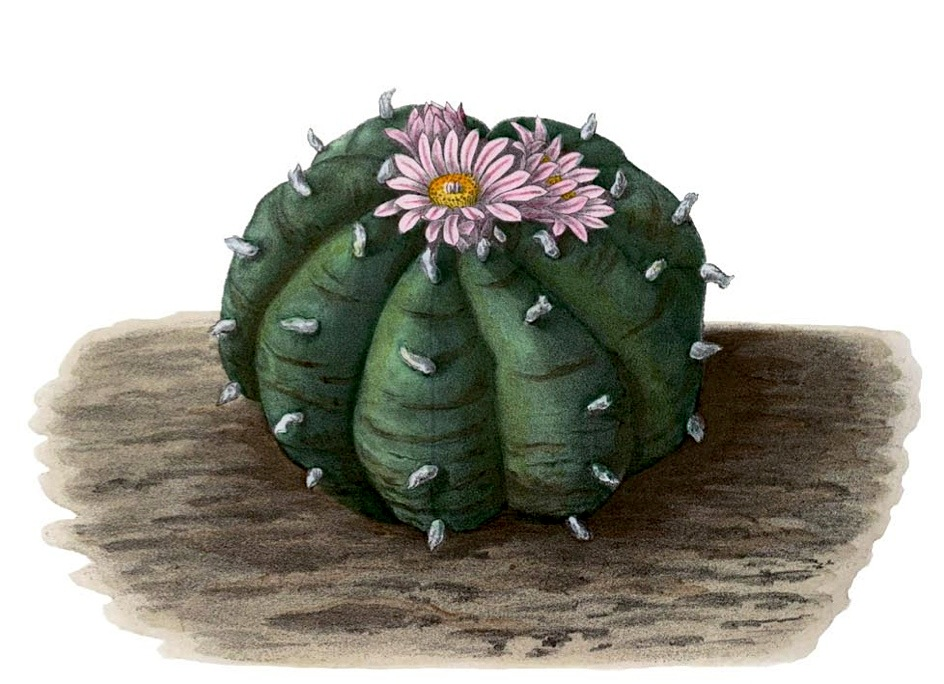
Tafel 149 aus Blühende Kakteen

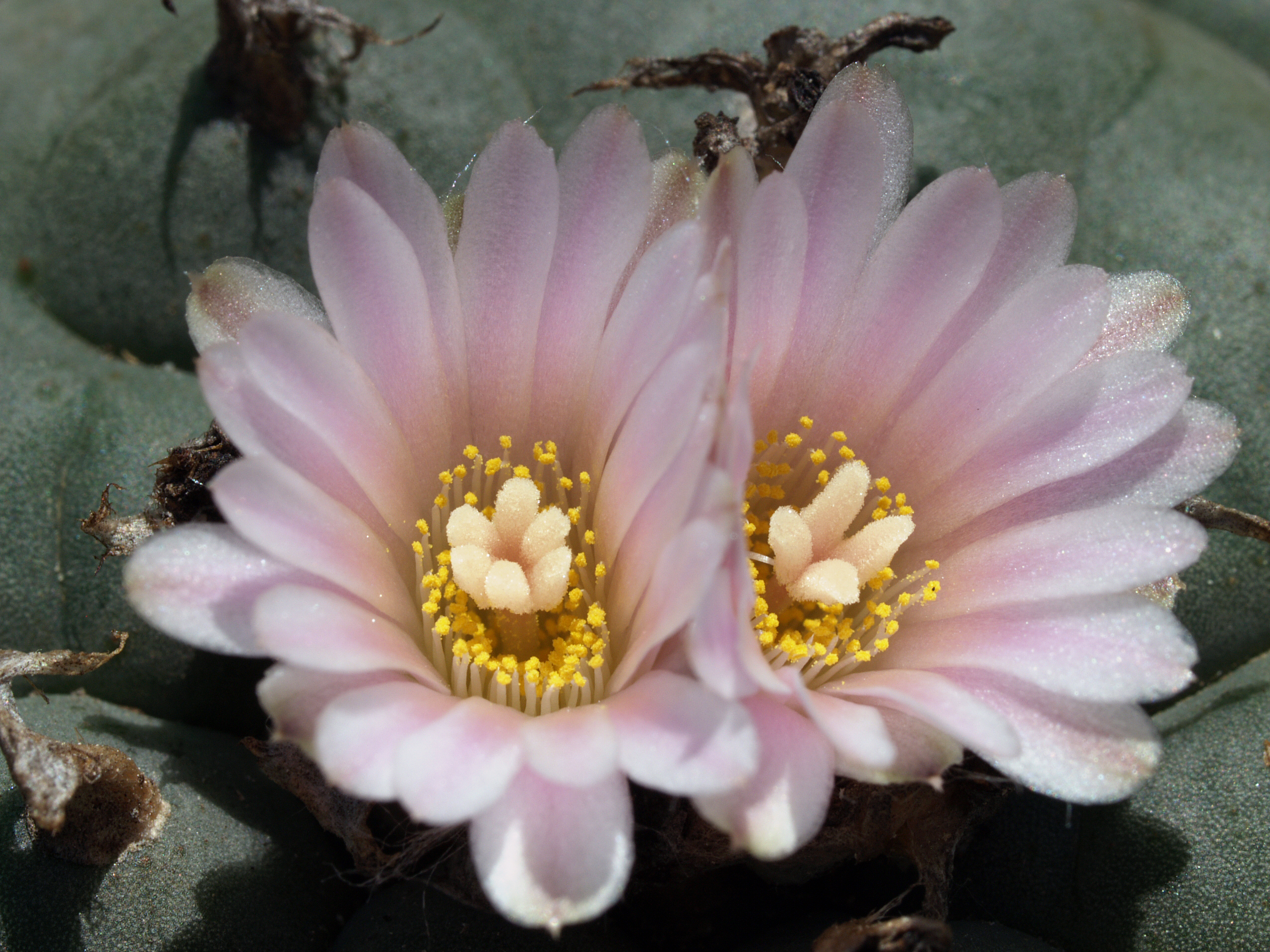
Blüte von Lophophora williamsii

Lophophora williamsii ist eine Pflanzenart in der Gattung Lophophora aus der Familie der Kakteengewächse (Cactaceae).

## Beschreibung
Lophophora williamsii wächst einzeln oder bildet Gruppen mit einem Durchmesser von bis zu 1 Meter. Die kugelförmigen bis abgeflacht kugelförmigen Triebe sind blaugrün oder gelegentlich rötlich grün. Die Triebe erreichen Wuchshöhen zwischen 2 und 6 Zentimetern und Durchmesser von 4 bis 11 Zentimetern. Die vier bis 14 Rippen sind für gewöhnlich gut ausgebildet. Diese besitzen meist deutliche, aber sehr variable Zwischenfurchen und manchmal nur einfache Höcker. Die Areolen tragen ein Büschel mit weichen, gelblichen oder weißlichen Haaren. Dornen sind nicht vorhanden.
Die für gewöhnlich rosaroten oder etwas rosaweißen Blüten können manchmal auch rötlich sein. Sie besitzen einen Durchmesser zwischen 1 und 2,2 Zentimetern. Ihr Perikarpell ist kahl.

## Verbreitung, Systematik und Gefährdung
In ihrem weiten Verbreitungsgebiet ist Lophophora williamsii sehr variabel. Es erstreckt sich vom Westen Texas entlang des Rio Grande bis in den Süden von Texas und weiter durch den Norden von Mexiko bis nach San Luis Potosí.
Die Erstbeschreibung als Echinocactus williamsii wurde 1845 von Joseph zu Salm-Reifferscheidt-Dyck vorgenommen. Den Namen der Art hatte im gleichen Jahr bereits Charles Lemaire vergeben, der jedoch keine Beschreibung der Pflanze lieferte. 1872 wurde die Art durch Andreas Voss in die Gattung Ariocarpus gestellt. John Merle Coulter ordnete sie 1891 zunächst als Mammillaria williamsii in die Gattung Mammillaria ein, stellte dann aber 1894 die neue Gattung Lophophora auf und ordnete die Art in diese Gattung ein. Louis Lewin hat Peyotl 1888 als Anhalonium lewinii  beschrieben.
Lophophora williamsii wurde in der Roten Liste gefährdeter Arten der IUCN von 2009 als „Least Concern (LC)“, d. h. als in der Natur nicht gefährdet, eingestuft. Im Jahr 2013 wird sie als „Vulnerable (VU)“, d. h. als gefährdet geführt.

## Inhaltsstoffe

Strukturformel von Meskalin

Lophophora williamsii enthält mehr als 50 Alkaloide, darunter Meskalin und Hordenin.
Das psychotrope Meskalin ruft ähnliche Effekte wie LSD und Psilocybin hervor. Das enthaltene Hordenin besitzt eine antibiotische Wirkung. Es wirkt gegen 18 Arten Penicillin-resistenter Staphylococcus aureus sowie mehrere andere Bakterien und einen Pilz.

## Etymologie
Das Artepitheton williamsii ehrt entweder den englischen Reverend Father Theodore Williams, der in Hendon Vicarage (Middlesex) eine Kakteensammlung besaß, oder – mit größerer Wahrscheinlichkeit – den Engländer C. H. Williams, der den brasilianischen Bundesstaat Bahia bereiste.
Trivialnamen sind „Peyote“, „Peyotl“, „Challote“, „Mescal“ oder „Schnapskopf“. Auf Aztekisch heißt sie peyōtl, wovon sich die spanische Bezeichnung „Peyote“ ableitet.

## Kulturgeschichte
Bereits mittelamerikanische Grabfiguren aus der Zeit um 200 v. Chr. beweisen die Verwendung des psychotrope Substanzen enthaltenden Kaktus in der „amerikanischen Antike“. Der „Peyote“ spielte schon vor der Eroberung Mexikos durch die Spanier eine Rolle im Kult der mexikanischen Einwohner, wie bereits Bernardino de Sahagún 1569 im sogenannten Codex Florentinus berichtete. Der „Peyote“ wurde von Schamanen im Rahmen des ethnischen Glaubens zur Sicherung der Feldfruchtbarkeit, Jagderfolg und Kriegsglück verwendet. Es wurde jedoch auch nicht-rituell zur Bekämpfung von Hunger, Durst und Ermüdung, zum Hellsehen und zu Heilzwecken eingesetzt.
In Mexiko durch den Einfluss der christlichen Missionare allmählich durch den Agavenschnaps Tequila ersetzt, spielte er Anfang des 20. Jahrhunderts dort nur noch bei den Huicholen und den Tarahumara eine Rolle. Interessanterweise fand ein um den Genuss von „Peyote“ kreisender Ritus ab 1870 bei den Indianerstämmen Nordamerikas, die den „Peyote“ bis dahin nicht gekannt hatten, weite Verbreitung. Die 1914 gegründete Native American Church stellt trotz Verboten in vielen US-Bundesstaaten das „Peyote“-Ritual in den Mittelpunkt ihrer Identität. Die Glaubensrichtung wird daher auch als Peyotismus bezeichnet. Inzwischen wurde für diese religiöse Gruppe eine Sonderregel festgelegt, die es den Gläubigen erlaubt, den Kaktus oder das darin enthaltene Meskalin zu besitzen und zu konsumieren.

## Nachweise

## Weiterführende Literatur
- Edward F. Anderson: Peyote: The Divine Cactus. Arizona 1996, ISBN 0-8165-1654-5.
- Rudolf Grym: Rod / Die Gattung Lophophora. Bratislava 1997, ISBN 80-85441-11-X.
- Christian von Sehrwald: Auf den Spuren der Götter – Peyote und die Ethnien Nordwestmexikos unter besonderer Berücksichtigung des Zeremonialzyklus der Huichol-Indianer. Nachtschatten-Verlag, Solothurn 2005, ISBN 3-03788-113-5.
- Die Gattung Lophophora COULTER. Kaktusy 2005, Special 2.
- Beatriz Labate; Clancy Cavnar: Peyote: History, Tradition, Politics, and Conservation. Praeger, 2016.
- Alexander S. Dawson: The Peyote Effect: From the Inquisition to the War on Drugs. University of California, Oakland 2018, ISBN 978-0-520-28543-9.